# Obudovac
Obudovac är ett samhälle i Bosnien och Hercegovina.   Det ligger i entiteten Republika Srpska, i den nordöstra delen av landet, 120 km norr om huvudstaden Sarajevo. Obudovac ligger 88 meter över havet och antalet invånare är 2 171.
Terrängen runt Obudovac är mycket platt. Runt Obudovac är det ganska tätbefolkat, med 134 invånare per kvadratkilometer.. Närmaste större samhälle är Brčko, 18,7 km sydost om Obudovac.
Trakten runt Obudovac består till största delen av jordbruksmark.